# Munten (tarot)

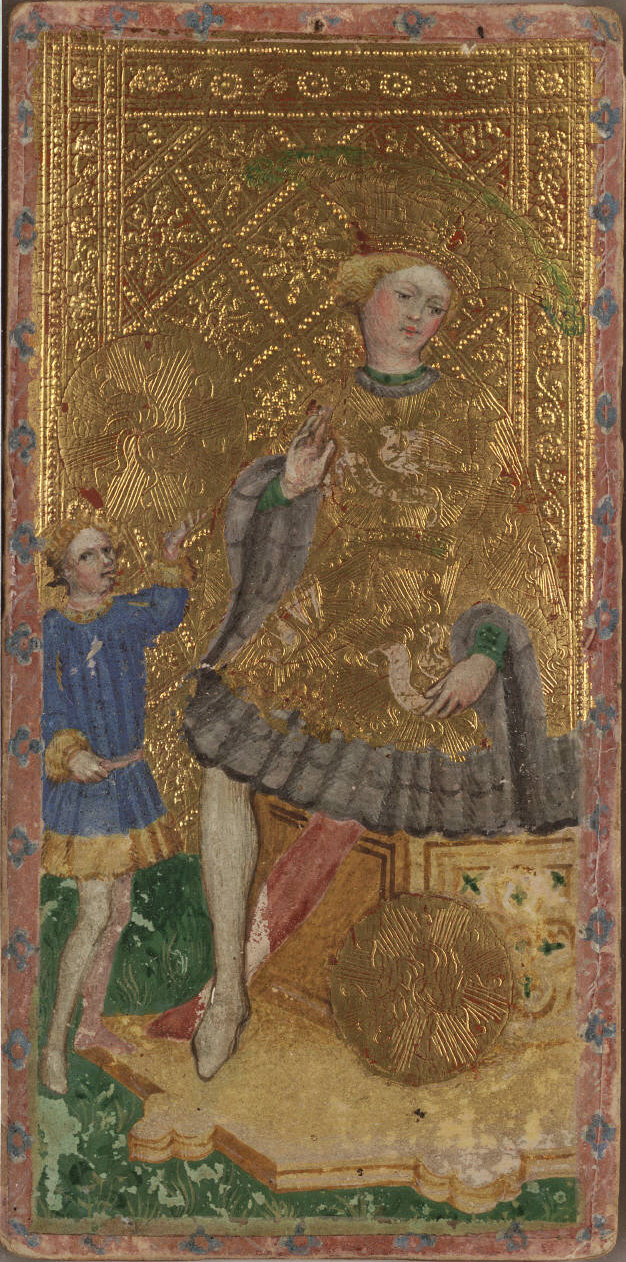
Koningin van Munten uit het deck van Visconti.

Munten, Pentakels of Schijven is een van de kleuren op tarotkaarten. Munten komt overeen met Ruiten van de Anglo-Amerikaanse speelkaarten.
Munten vertegenwoordigen de derde stand: de (gegoede) burgerij en komt overeen met het element aarde. Kwaliteiten waar Munten voor staat is het tastbare, realiteit, de essentie, zintuigen.
Er bestaan verschillende systemen van interpretatie. Onder de meer traditionele systemen zijn de bekendste die van de Tarot van Marseille, en de interpretaties van de Golden Dawn zoals uitgewerkt door Gregor Mathers, en met variaties gevolgd door Arthur Edward Waite en Aleister Crowley. Hieronder volgt een voorbeeld van een meer psychologische duiding van de Munten.
| Kaart                  | Kernwoorden |
| ---------------------- | --- |
| Aas van Munten         | Overdaad, realisme, voospoed, voor wat hoort wat.                                                                      |
| Twee van Munten        | Balancerend, behendigheid, flexibiliteit, verandering begrijpen.                                                       |
| Drie van Munten        | Coöperatie, planning, teamwork, vaardigheid.                                                                           |
| Vier van Munten        | Bezitterig, controlefreak, eigenwijs, gemeen, stilstaand.                                                              |
| Vijf van Munten        | Afwijzing, gemis, slachtoffermentaliteit, tegenspoed.                                                                  |
| Zes van Munten         | Bereidheid, cadeaus, vrijgevigheid, weloverwogen.                                                                      |
| Zeven van Munten       | Beoordeling, evaluatie, noeste arbeid.                                                                                 |
| Acht van Munten        | Discipline, toewijding, kennis, vakbekwaamheid.                                                                        |
| Negen van Munten       | Onafhankelijkheid, prestatie, verfijning.                                                                              |
| Tien van Munten        | Conventies, het goede leven, rijkdom, traditionele normen en waarden, zekerheid.                                       |
| Schildknaap van Munten | Concentratie en vooruitgang, geconcentreerde inspanning, nieuwe projecten, praktische benadering, realistische doelen. |
| Ridder van Munten      | Hard werken, realistisch, vasthoudend, verantwoordelijkheid.                                                           |
| Koningin van Munten    | Afhankelijk, genereus, hartelijk, zinnenstrelend, zorgzaam.                                                            |
| Koning van Munten      | Betrouwbaar, gewiekst, materialistisch, ondernemend, ondersteunend.                                                    |